# Ridgefield Park
Ridgefield Park ist eine Stadt im Bergen County, New Jersey, USA. Das U.S. Census Bureau hat bei der Volkszählung 2020 eine Einwohnerzahl von 13.224 ermittelt.

## Geographie
Die geographischen Koordinaten der Stadt sind 40°51'26" nördliche Breite und 74°1'27" westliche Länge.
Nach den Angaben des United States Census Bureaus hat die Stadt eine Gesamtfläche von 5,0 km², wovon 4,5 km² Land und 0,5 km² (9,90 %) Wasser ist.

## Geschichte
Der National Park Service weist für Ridgefield Park ein Haus im National Register of Historic Places (NRHP) aus (Stand 24. Dezember 2018), das Paulison-Christie House.

## Demographie
Nach der Volkszählung von 2000 gibt es 12.873 Menschen, 5.012 Haushalte und 3.242 Familien in der Stadt. Die Bevölkerungsdichte beträgt 2.873,0 Einwohner pro km². 78,20 % der Bevölkerung sind Weiße, 4,10 % Afroamerikaner, 0,22 % amerikanische Ureinwohner, 7,85 % Asiaten, 0,03 % pazifische Insulaner, 6,50 % anderer Herkunft und 3,09 % Mischlinge. 22,24 % sind Latinos unterschiedlicher Abstammung.
Von den 5.012 Haushalten haben 29,7 % Kinder unter 18 Jahre. 49,7 % davon sind verheiratete, zusammenlebende Paare, 11,2 % sind alleinerziehende Mütter, 35,3 % sind keine Familien, 29,6 % bestehen aus Singlehaushalten und in 9,5 % Menschen sind älter als 65. Die Durchschnittshaushaltsgröße beträgt 2,56, die Durchschnittsfamiliengröße 3,24.
22,4 % der Bevölkerung sind unter 18 Jahre alt, 7,2 % zwischen 18 und 24, 34,4 % zwischen 25 und 44, 23,1 % zwischen 45 und 64, 12,9 % älter als 65. Das Durchschnittsalter beträgt 37 Jahre. Das Verhältnis Frauen zu Männer beträgt 100:91,5, für Menschen älter als 18 Jahre beträgt das Verhältnis 100:88,6.
Das jährliche Durchschnittseinkommen der Haushalte beträgt 51.825 USD, das Durchschnittseinkommen der Familien 62.414 USD. Männer haben ein Durchschnittseinkommen von 44.507 USD, Frauen 35.217 USD. Der Prokopfeinkommen der Stadt beträgt 24.290 USD. 6,7 % der Bevölkerung und 4,7 % der Familien leben unterhalb der Armutsgrenze, davon sind 6,9 % Kinder oder Jugendliche jünger als 18 Jahre und 7,5 % der Menschen sind älter als 65.

## Persönlichkeiten
- Joan M. Clark (* 1922), Diplomatin